# Vida (Trobadordichtung)
Eine Vida ist ein biographischer Prosatext in provenzalischer Sprache, der das Leben eines Trobadors oder einer Trobairitz des 12. und 13. Jahrhunderts erzählt. 
Etwa 180 Vidas sind überliefert, wobei sie im Umfang von Kurztexten von nur wenigen Zeilen bis zu mehrseitigen Langtexten reichen.
Die Vidas enthalten Angaben über die Herkunft, die Tätigkeiten, die Orte ihres Wirkens, die von den Trobadors verehrten Damen (bzw. die von den Trobairitz verehrten Herren) und seinen Ruf als Dichter. Sie sind im Allgemeinen nicht vom beschriebenen Dichter selbst verfasst.
Vidas enthalten häufig nachprüfbare Fakten, aber auch nachweisliche Fehlinformationen bis hin zu abenteuerlichen Ableitungen basierend auf den Liedertexten der Dichter. Somit handelt es sich bei den Vidas um wichtige Quellen, die jedoch nicht kritiklos als Ganzes als Tatsachen rezipiert werden dürfen.
Eng verwandt mit den Vidas sind die Razos.

## Quelle
- Lexikon des Mittelalters 8, 1635–1636